# Yach Film 2008
17. Festiwal Polskich Wideoklipów Yach Film 2008 – festiwal odbył się w dniach 10-12 października 2008 roku w gdańskim klubie Miasto Aniołów.
W skład jury weszli Tomasz Słoń, Agnieszka Szydłowska, Joanna Strzemieczna-Rozen, Ewa Czekała, Robert Leszczyński, Maria Peszek, Robert Turło, Hirek Wrona, Magdalena Kunicka-Paszkiewicz i Yach Paszkiewicz.	

## Grand Prix
Opracowano na podstawie materiału źródłowego.
- Balbina Bruszewska - OSTR feat Brother J "Jak nie Ty, to kto?"
  - Michał Poniedzielski, Remigiusz Wojaczek - O.S.T.R. feat. Craig G "Brother On The Run"
  - Artur Kopp - Maryla Rodowicz "Jest cudnie"
  - Marek Dawid - Ramona Rey "Skarb"
  - Dariusz Szermanowicz/Marzena Dudkiewicz - Behemoth "At the left hand ov God"
  - Kuba Łubniewski - Sokół i Pono "W aucie"
  - M. Jaskulski, K. Ciszewska, J. Prochowska, J. Skowroński - Bonarek & Wierzbicki "Czyste szaleństwo"

## Reżyseria
Opracowano na podstawie materiału źródłowego.
- Matthew Schroeder - Bajzel "Window"
  - M. Nygaard Hemmingsen - Czesław Śpiewa "Mieszko i Dobrawa"
  - Konrad Axinowicz - De Mono "Asfaltowe łąki"
  - Artur Kopp - Maryla Rodowicz "Jest cudnie"
  - Dariusz Szermanowicz, Marzena Dutkiewicz - Behemoth "At the left hand ov God"
  - Andrzej Wąsik, Andrzej Stareński - LOCO STAR "Steppin"

## Scenariusz
Opracowano na podstawie materiału źródłowego.
- Kuba Łubniewski - Sokół feat. Pono "W aucie"
  - Daniel Gromek, Marcin Pawełczak - Chilli "Sąsiad"
  - Jacek Kościuszko - Kapela ze wsi Warszawa "Zagrajcie muzykanty"
  - Michał Ludwik Puczyłowski - Lao Che "Zbawiciel diesel"
  - Jacek Kościuszko - Zakopower "Galop"
  - Patrycja Woy Woyciechowska - Natalia Kukulska "Pół na pół"

## Zdjęcia
Opracowano na podstawie materiału źródłowego.
- Marek Dawid - Ramona Rey "Skarb"
  - Roman Przylipiak, Grzegorz Ruzik, Jacek Bassa - Black River "Silence"
  - Jakub Jakielaszek - Riverside "02 panic room"
  - Wojciech Zieliński - Mikromusic "Sennik"
  - Janusz Tatarkiewicz - Stanisław Soyka "Co dnia"
  - Richard Gunderman - Bajzel "Window"

## Montaż
Opracowano na podstawie materiału źródłowego.
- Dariusz Szemanowicz - Behemoth "At the left Hand ov God"
  - Łukasz Termer - Radio Bagdad "A ja nie!"
  - Jacek Kościuszko - Zakopower "Galop"
  - Adam Smoczyński - Chór im. prof. Wiktora Wawrzyczka UWM w Olsztynie "What a wonderful world"
  - Dawid Skrzypek - Andrzej "Piasek" Piasczny "Komu potrzebny żal"
  - Dawid Skrzypek - Anita Lipnicka & John Porter "Old Time Radio"

## Animacja
Opracowano na podstawie materiału źródłowego.
- Katarzyna Rolbiecka - Miecz Szcześniak "Sama Cię droga poprowadzi"
  - Anna Błaszczyk - Kora & 5th Element "Szare miraże (Metamorfozy)"
  - Rafał Garcarek - Goya/Martyna Jakubowicz "W domach z betonu"
  - Krzysztof Faliński, Paweł i Bartek Ruszkiewicz - Maryla Rodowicz "Jest cudnie"
  - Balbina Bruszewska, Konrad Białkowski, Piotr Milczarek, Tony Cappucino, Maria Turek, Magdalena Bryll, Daria Kopiec - OSTR "Jak nie Ty, to kto?"
  - Stefan Paruch - Organizm "Głowa"

## Inna energia
Opracowano na podstawie materiału źródłowego.
- Małgorzata Mazur, Łukasz Jastrubczak - 100nka "Koń i mysz"
  - Tomasz Karpowicz, Mariusz Zimoński - Oranżada "Księżyc Pomarańczowy Wielkolud"
  - Maciej Szupica, Przemysław Adamski, Adam Hryniewiecki, Adam Kamiński, Krystian Wołowski, Michał Skrok - Dick 4 Dick "Another dick"
  - R. Szermanowicz, D. Szermanowicz - Magierski i Tymon feat. Mały 72 "Oddycham smogiem"
  - Tomasz Czubak, Adam Ostrowski - OSTR "1980"
  - Przemysław Bulsiewicz, Julia Próchnicka, Justyna Sokołowska, Adam Walendaopieka art. Artur WyrzykowskiDariusz Szermanowicz - Kasia Nosowska "Unisex blues"

## Drewniany Yach
Opracowano na podstawie materiału źródłowego.
- Konrad Axinowicz; Piotr Kubiaczyk; Maciej Sobieraj - De Mono "Asfaltowe łąki"

## Yach Interii
Opracowano na podstawie materiału źródłowego.
- Dariusz Szermanowicz - Afromental "Thing we`ve got"

## Nagrody Publiczności

### Teledysk do muzyki ROCK
- M. Nygaard Hemmingsen - Czesław Śpiewa "Maszynka do świerkania"
  - Michał Ludwik Puczyłowski - Lao Che "Zbawiciel diesel"
  - Leszcze - Leszcze "Tak się bawi nasza klasa"
  - Dariusz Szermanowicz - Big Cyc "Nasz PRL"

### Teledysk do muzyki POP
- Jarosław Żamojda - Ewelina Flinta i Łukasz Zagrobelny "Nie kłam, że kochasz mnie"
  - Przemysław Fik - Michał Kacperczyk, zespół Kacper i Karawana "King Bruce Lee"
  - Kama Czudowska, Natalia Jakubowska - Iza Lach "Nie"
  - Natalia Rechnio - Natalia Kukulska "Sexi Flexi"

### Teledysk do muzyki HIP-HOP
- * Balbina Bruszewska - OSTR feat Brother J "Jak nie Ty, to kto?"
  - Dariusz Szermanowicz, Marzena Dutkiewicz - Pezet feat. Małolat Fame District "Noc i dzień rmx"
  - Dariusz Szermanowicz - Afromental "Thing We've Got"
  - Dominik Ziółkowski - Tede "Glock"

### Najlepszy wykonawca/zespół
- Dariusz Szermanowicz - Feel i Iwona Węgrowska "Pokonaj siebie"
  - Ania Dąbrowska - Ania Dąbrowska "Nigdy więcej nie tańcz ze mną"
  - Konrad Axinowicz - De Mono "Asfaltowe łąki"
  - Mariusz Pale - Kasia Cerekwicka "Nie ma nic"